# Dendrobeania fessa
Dendrobeania fessa är en mossdjursart som beskrevs av Arnold Girard Kluge 1955. Dendrobeania fessa ingår i släktet Dendrobeania och familjen Bugulidae. Inga underarter finns listade i Catalogue of Life.